# Gerson Oratmangoen
Gerson Oratmangoen (Nistelrode, 30 juli 1983) is een Nederlands acteur en scenarioschrijver van Molukse afkomst.

## Loopbaan
Oratmangoens filmdebuut was in de Telefilm Wijster, een verfilming over de Treinkaping bij Wijster van regisseur Paula van der Oest. Na deze verfilming van de eerste Molukse treinkaping uit 2009 speelde hij een hoofdrol in de film De Punt, van regisseur Hanro Smitsman, een verfilming van de Treinkaping bij De Punt uit 1977. In 2010 vertolkte hij een van de hoofdrollen in Schemer, eveneens van Hanro Smitsman. In 2012 studeerde hij af aan de Film Actors Academy Amsterdam.

## Schrijverschap
Naast acteren houdt Oratmangoen zich ook bezig met schrijven; in 2011 heeft hij zijn eerste scenario geschreven voor Corrino Media Group in samenwerking met Stichting faaam, voor de film RAUW, geregisseerd door Hugo Metsers. Het door Oratmangoen geschreven verhaal was oorspronkelijk getiteld Lacrimosa. In 2014 volgde Capsule, onder regie van Djie Han Thung.

## Filmografie

### Film
- 2008 Wijster – Treinkaper Noes
- 2009 De Punt – Koen 1977
- 2010 Schemer – Rico
- 2011  Verbonden (korte film) – Jim Savvas
- 2012  Draagmoeder (korte film) - Miguel Alvarez
- 2012  Rauw - Stevie
- 2013  Bobby en de geestenjagers  - Nick (Indorocker)
- 2014  2/11 Het spel van de wolf  - Ronnie
- 2019 The Goldfinch - Indonesische Man

### Televisie
- 2011 - Seinpost Den Haag - Ronnie
- 2014 - StartUp - Wiki Sopacua
- 2015 - 't Schaep Ahoy - Rocky
- 2015 - Flikken Maastricht - Anthony Perreira
- 2015 - Overspel - Rechercheur
- 2019 - Dit Zijn Wij - Maarten